# Гавриил (Туския)
Епископ Гавриил (груз. ეპისკოპოსი გაბრიელი, в миру Гавриил Спиридонович Туския; 1800, село Ацаны, Озургетский уезд, Кутаисская губерния — 11 (23) сентября 1881) — епископ Русской православной церкви, епископ Гурийский.

## Биография
Родился в селе Ацаны Озургетского уезда Кутаисской губернии в семье священника.
В ранней юности он поступил послушником в Иоанно-Крестительскую пустынь Карталинской и Кахетинской епархии (в 25 верстах от Озургети), «где получил и первоначальное образование».
20 ноября 1815 года он был пострижен в монахи и посвящён затем в иеродиакона. Посвящённый 26 марта 1826 года в иеромонахи, Гавриил 15 сентября 1830 года был назначен настоятелем Иоанно-Крестительской пустыни и 18 октября 1836 года возведен в сан игумена, а 6 мая 1848 года в сан архимандрита.
13 декабря 1854 года был переведен в Гаэнатский монастырь (близ Кутаиси).
19 января 1859 года вышло Высочайшее повеление о бытии архимандриту Гавриилу епископом Гурийским, и 25 марта была совершена его хиротония.
1 августа 1881 года, после 22-летнего управления этой епархией, Гавриил был уволен на покой и менее чем через полтора месяца скончался. Через четыре года после его кончины Гурийская епархия была путём слияния преобразована в Гурийско-Мингрельскую.